# Armandinho
Armando Antônio Silveira da Silveira, conegut simplement com Armandinho   (Porto Alegre, 22 de gener de 1970), és un cantautor, guitarrista i productor brasiler. És cantant de reggae, estil que barreja amb el pop-rock i estils propis del seu país, com la samba i l'MPB.
No se l'ha de confondre amb Armandinho da Costa Macedo, guitarrista i mandolinista de Salvador.

## Vida personal
Va néixer a la capital de Rio Grande do Sul. El seu pare cantava i tocava la guitarra, però va conviure poc temps amb ell, ja que es va divorciar de la mare quan Armandinho era encara un nen. A casa escoltava MPB i rock, però també música regional gaúcha, cançó protesta i altres gèneres populars. Va rebre classes de guitarra des dels 8 anys i explica que el cant el va ajudar a superar la seva disfèmia. Als 12 anys ja componia cançons, algunes de les quals enregistraria ja com a músic professional.
Resideix a Praia Brava, en el municipi catarinense d'Itajaí. Té dues filles, Antônia i Marcela.

## Carrera musical
Va passar la joventut actuant en bars i practicant surf -el seu gran hobby-, fins que el 2001 el director de la ràdio Rede Atlântica va escoltar una maqueta amb 10 temes del cantant portoalegrense. La cançó Folha de bananeira va començar a sonar en antena i es va convertir en el primer èxit d'Armandinho. Rosa norte, que també es trobava en la maqueta, entraria setmanes després en la programació de l'emissora.
El segell gaúcho Orbeat Music va oferir un contracte al cantant, que el 2002 publicaria el seu primer LP, titulat Armandinho, que aconseguiria un disc d'or. Aquest àlbum aniria seguit de Casinha, de 2004. L'any 2006 signa per Universal i llança l'àlbum Armandinho ao vivo, un disc en directe enregistrat a Balneário Camboriú (Santa Catarina) on repasa tots els seus hits. Els seus següents treballs van continuar en la línia de reggae i pop romàntic: Semente, de 2007; i l'EP Madeira, de 2008, que es va comercialitzar via descàrrega digital, tota una novetat al Brasil.
L'any 2009 decideix continuar la seva carrera de manera independent i funda la seva pròpia productora, Alba Music. En el seu nou treball, Volume 5, deixa de costat el romanticisme i puja els decibels amb més rock, amb inspiració de Black Sabbath, The Clash o Tom Morello. Aquest gir li permet obrir mercat i sortir fora del Brasil. El 2012 edita un CD+DVD, Armandinho ao vivo em Buenos Aires, que publica simultàniament en diversos països d'Amèrica Llatina. Un any després, treu Sol loiro, que també funciona molt bé en el mercat llatinoamericà.
Armandinho va publicar l'agost de 2019 el seu tercer àlbum en directe, Armandinho acústico, que s'havia enregistrat en la seva ciutat. Pocs mesos després va llançar el senzill Amor vem cá, que havia de servir de presentació del nou disc de l'artista. Aquest havia de veure la llum el 2020, però l'esclat de la pandèmia de COVID-19 va trastocar els seus plans.

## Discografia
| - 2002 - Armandinho - 2004 - Casinha - 2006 - Ao Vivo (CD+DVD) - 2007 - Semente - 2008 - Madeira (EP) | - 2009 - Volume 5 - 2012 - Ao Vivo em Buenos Aires (CD+DVD) - 2013 - Sol Loiro - 2019 - Acústico |